# Krumker Holz und Wälder östlich Drüsedau
Krumker Holz und Wälder östlich Drüsedau este o arie protejată (arie specială de conservare — SAC, sit de importanță comunitară — SCI) din Germania întinsă pe o suprafață de 428 ha, integral pe uscat.

## Localizare
Centrul sitului Krumker Holz und Wälder östlich Drüsedau este situat la coordonatele 52°48′45″N 11°43′53″E / 52.8125°N 11.7314°E.

## Înființare
Situl Krumker Holz und Wälder östlich Drüsedau a fost declarat sit de importanță comunitară în martie 2004 pentru a proteja 1 specie de animale. Situl a fost protejat și ca arie specială de conservare în decembrie 2018.

## Biodiversitate
Situată în ecoregiunea continentală, aria protejată conține 4 habitate naturale: Păduri de fag Luzulo-Fagetum, Păduri de fag Asperulo-Fagetum, Păduri de stejar sau de stejar și carpen sub-atlantice și medio-europene de Carpinion betuli, Păduri acidofile de stejar bătrân cu Quercus robur pe câmpii nisipoase.
La baza desemnării sitului se află o specie protejată de  mamifere: liliac cârn (Barbastella barbastellus)
Pe lângă speciile protejate, pe teritoriul sitului au mai fost identificate 2 specii de amfibieni, 9 specii de mamifere, 1 specie de reptile.